# Алмейда, Сесар
Сесар Алмейда ди Оливейра (англ. César Almeida de Oliveira; род. 28 марта 1988 год, Сан-Паулу, Бразилия) — бразильский боец смешанных единоборств, представитель средней весовой категории. Выступает на профессиональном уровне с 2009 года. По состоянию на январь 2023 года он был признан вторым лучшим кикбоксером в среднем весе в мире по версии Beyond Kickboxing и третьим лучшим кикбоксером в среднем весе в мире по версии Combat Press, выступал в Glory, WGP Kickboxing и Superkombat. На данный момент выступает в Ultimate Fighting Championship (UFC) в среднем весе.

## Карьера в Кикбоксинге

### Ранняя карьера
Алмейда принял участие в турнире WGP Kickboxing Cruiserweight 2013, который состоялся в WGP Kickboxing 17 21 декабря 2013 года. Он должен был встретиться с Кристианом Торресом в полуфинале однодневного турнира. Алмейда выиграл бой нокаутом во втором раунде и вышел в финал, где встретился с Алексом Перейрой. Он выиграл бой решением судей.
Алмейда провел третий бой с Алексом Перейрой, на кону которого был титул чемпиона WGP Kickboxing в полутяжелом весе, на турнире WGP Kickboxing 25 25 июля 2015 года. Он проиграл бой единогласным решением судей.

### Чемпион Superkombat в полутяжёлом весе
Сезар встретился с Моисеем Бауте за титул чемпиона SUPERKOMBAT в полутяжёлом весе и за титул чемпиона WKN International Kickboxing по восточным правилам на SUPERKOMBAT World Grand Prix II 2016 7 мая 2016 года. Он выиграл бой единогласным решением судей.  Он продлил свою победную серию до трёх боев, остановив Гильерме Хименеса во втором раунде на WGP Kickboxing 33 10 сентября 2016 года.
Алмейда принял участие в турнире WGP Kickboxing Heavyweight (-94,1 кг), который состоялся на WGP Kickboxing 34 1 ноября 2016 года. Он смог победить Рикардо Сонеку в полуфинале однодневного турнира нокаутом во втором раунде и вышел в финал, где потерпел поражение по решению судей от Хайме Мораиса.
Алмейда встретился с Марсело Нуньесом на турнире WGP Kickboxing 36 7 апреля 2017 года. Он выиграл бой единогласным решением судей.
Алмейда встретился с Лукасом Альсиной за титул чемпиона WGP Kickboxing в полутяжёлом весе (85 кг) на турнире WGP Kickboxing 50 27 октября 2018 года. Он победил Альсину нокаутом в четвёртом раунде, сумев остановить своего противника многочисленными лоу-киками.
После завоевания своего четвертого профессионального трофея Алмейда продолжил сражаться в двух нетитульных боях. Впервые Алмейда был назначен на бой с Хао Гуанхуа на MAS Fight 10 ноября 2018 года. Он выиграл бой нокаутом. Затем Алемейда встретился с Лукасом Даллапико на Premier Fight League 23 февраля 2019 года. Он выиграл бой техническим нокаутом во втором раунде.
Алмейда впервые защитил титул чемпиона WGP Kickboxing в первом тяжелом весе в бою против Ивана Галаза на турнире WGP Kickboxing 54 24 мая 2019 года. Он сохранил титул по решению судей.
Алмейда встретился с Сергеем Веселкиным в своем дебютном бою на Fair Fight IX 8 июля 2019 года. Он проиграл бой решением судей после того, как был проведен дополнительный четвертый раунд. Алмейда встретился с
Игорем Бугаенко во втором своем появлении в рамках промоушена на Fair Fight X 26 октября 2019 года. Он выиграл бой решением судей в дополнительном раунде.

### Glory
Алмейда дебютировал в Glory против Донована Виссе на Glory Collision 2 21 декабря 2019 года. Виссе выиграл бой решением большинства судей.
Алмейда провел свою вторую защиту титула чемпиона WGP Kickboxing в первом тяжелом весе против Ивана Галаза на турнире WGP Kickboxing 66 3 сентября 2022 года после трехлетнего перерыва в кикбоксинге. Он выиграл бой нокаутом в первом раунде.
Алмейда встретился с претендентом на первое место в рейтинге Glory в среднем весе Серканом Озджаглаяном на турнире Glory: Collision 4 8 октября 2022 года. Он выиграл бой единогласным решением судей, и все пять судей присудили ему оценку 29–26.
Ожидалось, что Алмейда сразится с чемпионом Glory в среднем весе (-85 кг) Донованом Виссе на турнире Glory 83 11 февраля 2023 года. Этот бой был реваншем их первой встречи, которая состоялась 21 декабря 2019 года, и которую Виссе выиграл решением большинства судей. Однако бой был понижен до трех-раундового без титула, поскольку Алмейда не уложился в вес на один килограмм на официальном взвешивании. Алмейда проиграл бой единогласным решением судей.

## Карьера в MMA
Алмейда вернулся в смешанные единоборства против чемпиона LFA в среднем весе Лукаса Фернандо в седьмом сезоне DWCS 8 августа 2023 года. Он выиграл бой единогласным решением судей и получил контракт с Ultimate Fighting Championship (UFC).

### Ultimate Fighting Championship
Алмейда должен был встретиться с Кристианом Лероем Дунканом 18 ноября 2023 года на турнире UFC Fight Night 232. Однако он был снят с мероприятия по медицинским причинам.
Алмейда должен был встретиться с Джошем Фремдом 6 апреля 2024 года на турнире UFC Fight Night 240. Однако Фремд снялся с мероприятия по неизвестным причинам, и его заменил Дилан Будка. Алмейда победил в своем дебютном бою в UFC техническим нокаутом во втором раунде. Этот бой принес ему награду «Выступление вечера».
Алмейда встретился с Романом Копыловым 1 июня 2024 года на турнире UFC 302. Он проиграл бой раздельным решением судей.
Алмейда встретился с Игорем Потьерией 5 октября 2024 года на турнире UFC 307. Он выиграл бой единогласным решением судей.
Алмейда встретился с Абдулом Разаком Альхассаном 11 января 2025 года на турнире UFC Fight Night 249. Будучи на грани поражения, Алмейда выиграл бой нокаутом левым хуком в первом раунде. Этот бой принес ему еще одну награду «Выступление вечера».

## Чемпионаты и достижения

### Ultimate Fighting Championship
- Обладатель премии «Выступление вечера» (дважды) против Дилана Будки и Абдула Разака Альхассана

### SuperKombat Fighting Championship
- Чемпион SuperKombat в полутяжёлом весе (-86 кг) (2016)

### World Kickboxing Network
- Чемпион WKN International Oriental Rules в полутяжёлом весе (-85 кг) (2016)

### World Association of Kickboxing
- Organizations WAKO Pro Brazilian Light Cruiserweigh (2014)
- WAKO Pro Бразильский чемпион по правилам К-1 в полутяжёлом весе (-85 кг) (2014)

### WGP Kickboxing
- Победитель турнира WGP в полутяжёлом весе (-85 кг) (2013)
- Чемпион турнира WGB в полутяжёлом весе (-85 кг) (2013)

### Brazilian Kickboxing Federation=
- Чемпион Бразилии по кикбоксингу в весовой категории до 81 кг (2013)

## Статистика в смешанных единоборствах
| Боёв 8   | Побед 7 | Поражений 1 |
| -------- | ------- | ----------- |
| Нокаутом | 5       | 0           |
| Решением | 2       | 1           |

| Результат | Рекорд | Соперник               | Способ               | Турнир                              | Дата            | Раунд | Время | Место                    | Примечание               |
| --------- | ------ | ---------------------- | -------------------- | ----------------------------------- | --------------- | ----- | ----- | ------------------------ | ------------------------ |
| Победа    | 7–1    | Абдул Розак Асльхассан | KO (удар)            | UFC Fight Night: Дёрн vs. Рибас 2   | 11 января 2025  | 1     | 4:16  | Лас-Вегас, Невада, США   | «Выступление вечера» (2) |
| Победа    | 6–1    | Игор Потеря            | Единогласное решение | UFC 307                             | 5 октября 2024  | 3     | 5:00  | Солт-Лейк-Сити, Юта, США |                          |
| Поражение | 5–1    | Роман Копылов          | Раздельное решение   | UFC 302                             | 1 июня 2024     | 3     | 5:00  | Ньюарк, Нью-Джерси, США  |                          |
| Победа    | 5–0    | Дилан Будка            | TKO (удары)          | UFC Fight Night: Аллен vs. Кёртис 2 | 6 апреля 2024   | 2     | 2:13  | Лас-Вегас, Невада, США   | «Выступление вечера» (1) |
| Победа    | 4–0    | Лукас Фернандо         | Единогласное решение | Dana White's Contender Series 57    | 8 августа 2023  | 3     | 5:00  | Лас-Вегас, Невада, США   |                          |
| Победа    | 3–0    | Данило Соуза           | KO (удар)            | Shooto Brazil 110                   | 18 декабря 2021 | 1     | 0:45  | Рио-де-Жанейро, Бразилия |                          |
| Победа    | 2–0    | Витор Коста            | TKO (удары)          | Road to Future 1                    | 27 июня 2021    | 1     | 4:51  | Сан-Паулу, Бразилия      |                          |
| Победа    | 1–0    | Тиаго Араужо           | TKO (удары)          | Shooto Brazil 61                    | 13 февраля 2016 | 1     | 1:08  | Рио-де-Жанейро, Бразилия | Дебют в среднем весе     |